# Gareth Edwards (director de cine)
Gareth Edwards (Nuneaton, Warwickshire, 1 de junio de 1975) es un director de cine, artista de efectos visuales y guionista británico. Entre sus galardones se incluyen tres Premios del Cine Independiente Británico y nominaciones a los Premios de la Academia Británica de Cine y a los Premios Primetime Emmy.
Es conocido por haber dirigido en 2016 Rogue One: una historia de Star Wars. También es conocido por su debut en la película independiente de 2010, Monsters, su primer largometraje, en el que escribió, filmó y realizó los efectos visuales (VFX). Posteriormente, dirigió las películas de ciencia ficción de gran presupuesto Godzilla (2014), The Creator (2023) y Jurassic World Rebirth (2025).

## Biografía
Nació el 1 de junio de 1975 en Nuneaton, Warwickshire, es de ascendencia galesa. Desde la infancia quería trabajar en el cine para dirigir sus propias películas, afirmando que «Star Wars es sin duda la razón por la que quería ser cineasta».  Asistió a la Higham Lane School, y posteriormente a la universidad en el North Warwickshire College of Technology and Art (ahora NWSLC) , donde completó un Diploma Nacional BTEC en Estudios Audiovisuales con profesores como Graham Bird. Edwards estudió cine y vídeo en el Surrey
Se curtió en el mundo de los efectos especiales, la creación de efectos digitales para la muestra de prestigio como Atila el Huno (2008), serie que hizo de 250 efectos visuales que ganó el reconocimiento internacional. Para seguir mejorando, se presentó en el desafío de SCI-FI de Cine de Londres-48 donde tuvo que hacer una película en tan sólo dos días, con un actor y el menor número de elementos. Gareth Edwards ganó el concurso y gracias a ello pudo ver su sueño dirigiendo Monsters, su primer trabajo, lo que causó una gran sensación. Para ello contó con un presupuesto muy limitado. También completó todas las películas de efectos especiales. Además de los dos actores principales, la tripulación estaba confinada a un pequeño grupo de cinco personas.
En la actualidad, Gareth Edwards es considerado una de las sorpresas de la temporada. Se ha comparado con Neill Blomkamp (Distrito 9), su capacidad de crear mundos y universos de la ciencia ficción con monstruos y alienígenas, con muy pocos recursos.
En febrero de 2020, se informó que Edwards dirigiría y escribiría una película con el título provisional de True Love para New Regency, con Kiri Hart, coproductor de Rogue One, como productor del proyecto. La película cambió su nombre y se estrenó en 2023 como The Creator.  La película está protagonizada por John David Washington.  Esta fue su segunda colaboración con el director de fotografía de Rogue One, Greig Fraser, y su primera con el compositor Hans Zimmer, estrenada el 29 de septiembre de 2023.
El 29 de enero de 2024, Edwards fue nombrado ciudadano honorario del municipio en su ciudad natal de Nuneaton por el Ayuntamiento de Nuneaton y Bedworth durante una ceremonia de premios cívicos en el Ayuntamiento.
En febrero de 2024, se informó que Edwards iba a dirigir Jurassic World Rebirth para Universal Pictures, programada para el 2 de julio de 2025.  Edwards reemplazó a David Leitch, quien había abandonado el proyecto debido a diferencias creativas con el estudio.

## Filmografía

### Cine
| Año  | Película                             | Director | Productor | Guionista |
| ---- | ------------------------------------ | -------- | --------- | --------- |
| 2010 | Monsters                             | Sí       | No        | Sí        |
| 2014 | Godzilla                             | Sí       | No        | No        |
| 2016 | Rogue One: una historia de Star Wars | Sí       | No        | No        |
| 2023 | The Creator                          | Sí       | Sí        | Sí        |
| 2025 | Jurassic World Rebirth               | Sí       | No        | No        |

### Televisión
| Año  | Programa      | Papel                       | Notas |
| ---- | ------------- | --------------------------- | ----- |
| 2008 | Atila el Huno | Director y efectos visuales |       |

### Documentales
- En la sombra de la Luna (2007) (efectos visuales)

### Corto
- Fábrica de cría (2008) (escritor, director, camarógrafo y editor)